# Jamesonia lechleri
Jamesonia lechleri är en kantbräkenväxtart som först beskrevs av Oskar Kuhn, och fick sitt nu gällande namn av Maarten J.M. Christenhusz. Jamesonia lechleri ingår i släktet Jamesonia och familjen Pteridaceae. Inga underarter finns listade.